# Kurt Schmoke
Kurt Lidell Schmoke (né le 1er décembre 1949) est un homme politique et avocat américain qui a été le 46e maire — et le premier Afro-Américain élu — de Baltimore, Maryland. Il restera en poste de 1987 à 1999. Il est l'actuel président de l'université de Baltimore et ancien doyen de la Howard University School of Law (en). 

## Jeunesse
Schmoke est né et a grandi à Baltimore, fils de Murray Schmoke, chimiste civil pour l'armée américaine, et Irene B. Reid, travailleuse sociale. Il fréquente les écoles publiques de Baltimore. 

## École secondaire

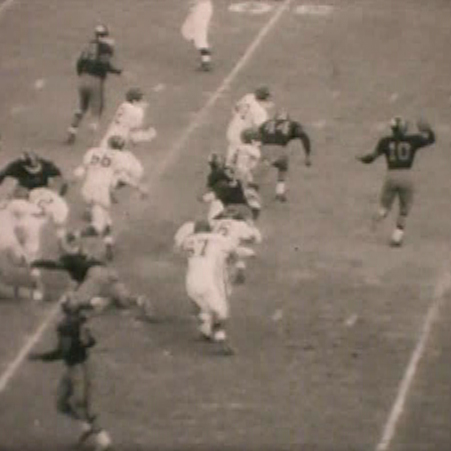
Kurt Schmoke, quarterback en 1965.

Schmoke fréquente le Baltimore City College, le troisième plus ancien lycée des États-Unis et le plus grand lycée du Maryland au moment de l'obtention de son diplôme en 1967. Schmoke excelle en football et en lacrosse. Il devient junior universitaire et plus tard quarterback universitaire. En tant que quart-arrière universitaire, il mène les City Knights (en) à deux saisons invaincues et à des championnats successifs de la conférence A de la Maryland Scholastic Association en 1965 et 1966. 
En tant qu'étudiant, Schmoke est membre du Baltimore City College "A-course", un programme préparatoire à l'université qui l'oblige à suivre des études de latin et d'autres études avancées non proposées à l'élève moyen du lycée de Baltimore. Schmoke est élu président du syndicat étudiant de l'école au cours de sa dernière année, mais a également travaillé dans la communauté de Baltimore avec des jeunes défavorisés.

## Université
Schmoke entre à Yale College à l'automne 1967. Il joue quart-arrière dans l'équipe de première année cette année-là. Il joue alors dans un des matchs les plus célèbres du football universitaire en 1968 où Harvard et Yale se sont battus pour un match nul 29-29. À Yale, Schmoke et ses camarades de classe ouvrent également une garderie sur le campus pour les enfants des concierges et des employés de la cafétéria de l'université qui vivaient à New Haven. Le centre est d'après Calvin Hill (en), une ancienne star du football de Yale qui a joué pour les Cowboys de Dallas. 
Après les New Haven Black Panther trials (en), Schmoke, alors secrétaire de la promotion de 1971 et chef de la Black Student Alliance à Yale, est reconnu comme le leader des étudiants de premier cycle qui a aidé à réprimer la possibilité d'une émeute sur le campus de Yale. Il n'a alors prononcé que quelques phrases en tant que représentant étudiant : "Les étudiants de ce campus sont confus, ils ont peur. Ils ne savent pas quoi penser. Vous êtes plus âgé que nous et plus expérimenté. Nous voulons des conseils de votre part, un leadership moral. Au nom de mes camarades, je vous prie de nous le donner". Ce moment est crédité d'avoir aidé à dissiper les tensions croissantes : l'université a voté pour contourner ses règles, rendant les cours «volontairement facultatifs» jusqu'à la fin du trimestre, et malgré de petites flambées de violence, aucune agitation à l'échelle du campus n'a abouti. 
Après avoir obtenu un diplôme en histoire de Yale en 1971, Schmoke étudie comme boursier Rhodes à l'université d'Oxford et est diplômé de la faculté de droit de Harvard en 1976. 
Schmoke est sélectionné avec cinq autres anciens étudiants-athlètes pour un Silver Anniversary Awards (en) par la NCAA en 1996. 

## Début de carrière
Après avoir obtenu son diplôme de la Harvard Law School, Schmoke rejoint le cabinet d'avocats Piper and Marbury à Baltimore. En 1977, il est sélectionné pour faire partie du personnel de la politique intérieure de la Maison-Blanche pendant l'administration Carter pour travailler au ministère des Transports. Cependant, après seulement un an de travail dans l'administration du président Carter, Schmoke retourne à Baltimore pour servir de procureur adjoint, poste qu'il a occupé de 1978 à 1981. 

## Politique

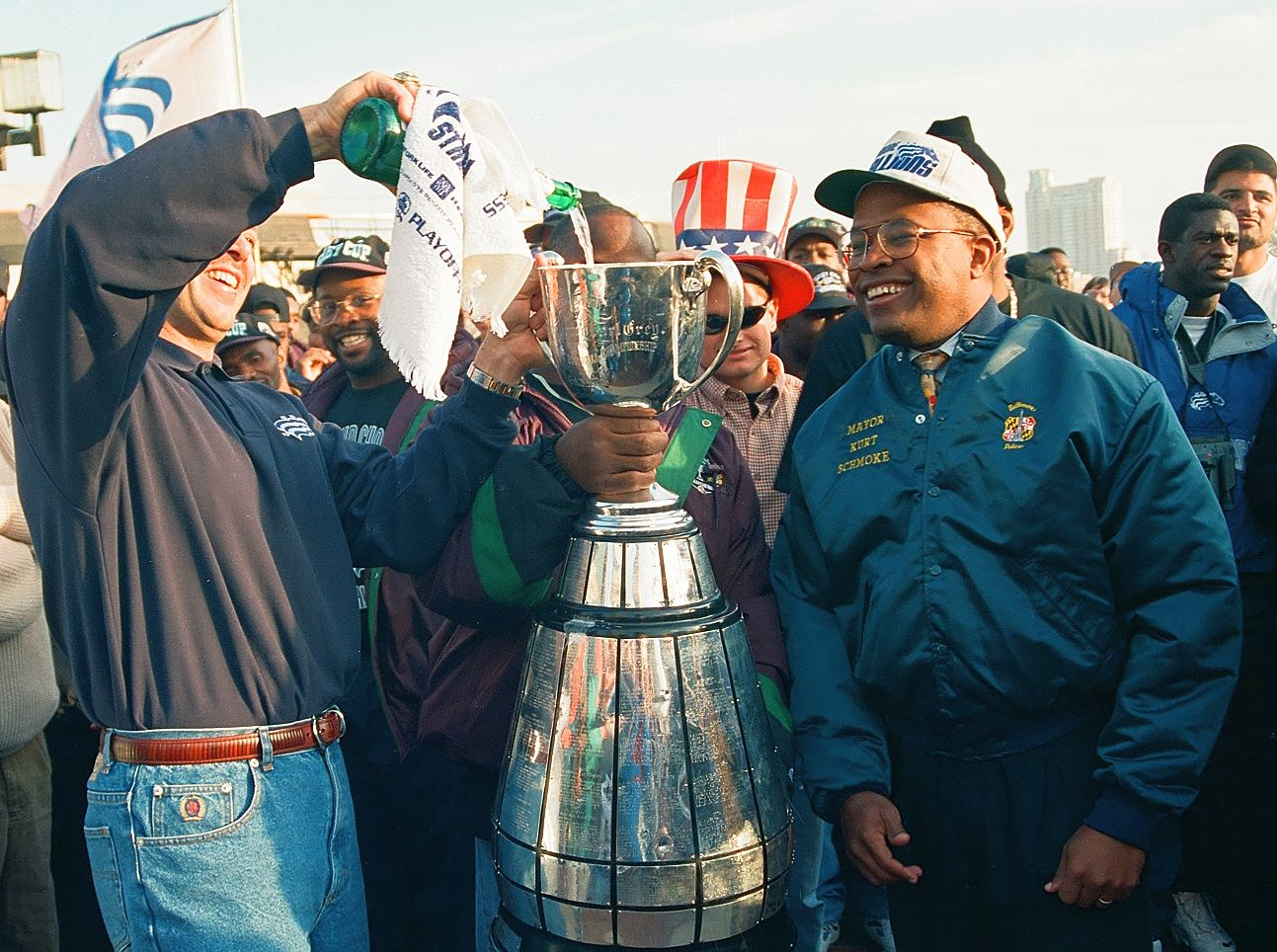
Kurt Schmoke, alors maire, avec les Stallions de Baltimore.

En 1982, Schmoke se présente pour son premier poste à une élection. Il défie l'avocat sortant de la ville de Baltimore, William A. Swisher, dans le cadre d'un concours à l'échelle de la ville. Swisher avait auparavant remporté le poste de Milton B. Allen, le premier procureur de l'État afro-américain de Baltimore. Schmoke mène une campagne énergique, populaire et gagne finalement largement contre Swisher. 
Le 3 novembre 1987, il est élu maire. En tant que maire, il se fait connaître pour son opposition à la « guerre contre la drogue » et sa position en faveur de la dépénalisation des drogues. Schmoke lance des programmes dans le logement, l'éducation, la santé publique et le développement économique. Au cours de ses trois mandats, Schmoke doit relever des défis, notamment des écoles de mauvaise qualité, la toxicomanie et les crimes violents. Certaines de ses positions controversées incluent la promotion de la décriminalisation de la consommation de drogue et l'emploi de gardes de sécurité de Nation of Islam dans un projet de logement. Ses réalisations comprennent l'amélioration de l'environnement des projets de logements sociaux, un programme d'échange de seringues pour les toxicomanes, le maintien du taux d'imposition stable et l'attrait de l'équipe de football des Ravens à Baltimore. 
En 1992, le président George H. W. Bush lui décerne le prix national d'alphabétisation pour ses efforts visant à promouvoir l'alphabétisation des adultes.  
En 1994, le président Bill Clinton cite les programmes de Baltimore visant à améliorer le logement public et à renforcer le développement économique communautaire. Par ailleurs, il nomme Baltimore l'une des six villes à recevoir la désignation honorifique de Empowerment Zone. En 1997, Schmoke est membre du comité du prix Rudy Bruner Award for Urban Excellence (en). Après trois mandats en tant que maire de la ville, Schmoke choisit de ne pas se présenter aux élections en 1999. 

## Plaidoyer pour le libre choix de l'école et les chèques éducation
En 1999, Schmoke fait des remarques au sujet du libre choix de l'école et des chèques éducation lors d'un déjeuner du Manhattan Institute à New York. Une version révisée d'une transcription de ce discours intitulée "Pourquoi les chèques éducation peuvent aider les enfants du centre-ville" est disponible en ligne. 
Schmoke évoque pour la première fois son soutien au libre choix de l'école dans un discours à l'université Johns-Hopkins en mars 1996.  

## Après la politique

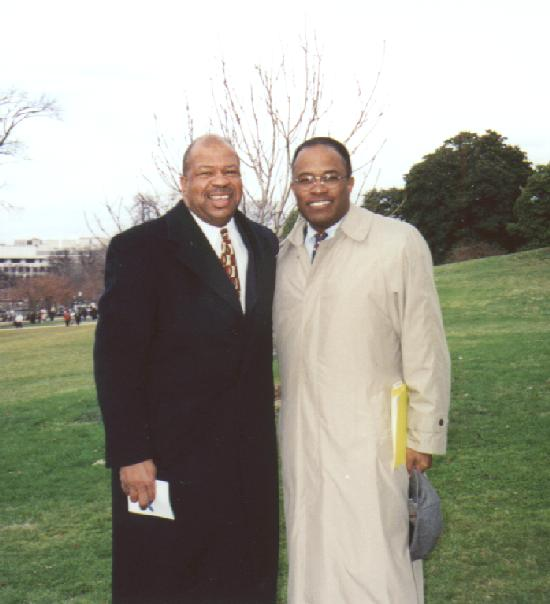
Kurt Schmoke avec Elijah Cummings.

Après avoir quitté ses fonctions en décembre 1999, Schmoke exerce le droit au sein du cabinet Wilmer, Cutler & Pickering à Baltimore. En 2003, Schmoke est nommé doyen de la faculté de droit de l'université Howard à Washington. En 2004, Schmoke est nommé membre honoraire du Balliol College d'Oxford. Il est également membre du conseil d'administration de Global Rights et membre de la Communauté mondiale de l'Alliance.  
Il apparaît dans deux épisodes de 2004 de la série télévisée d'HBO Sur écoute. Les épisodes, intitulés Middle Ground et Mission Accomplished, mettent en vedette Schmoke en tant que commissaire à la santé. Il agit en tant que conseiller du maire fictif après qu'un major de police voyou a légalisé la drogue dans une partie de la ville. C'est ainsi une référence à ses propres sentiments sur la guerre contre la drogue. 
En juillet 2008, Schmoke devient le vice-président principal par intérim pour les affaires académiques à l'université Howard, un poste qui fait de lui le provost de l'université. Il continue en parallèle comme doyen de la faculté de droit de l'université Howard. 
En janvier 2009, Schmoke soutient le délégué du Sénat de l'Illinois, Roland Burris lors d'une conférence de presse concernant une controverse sur sa nomination. Il faisait partie de l'équipe juridique qui a conseillé Burris pendant la controverse.  
Schmoke est nommé vice-président et avocat général de l'université Howard en juillet 2012. Le 14 mai 2014, l'université de Baltimore annonce que Schmoke deviendrait son nouveau président. Le 8 septembre 2017, le président Schmoke prend la décision de nommer la secrétaire du ministère de l'Éducation Betsy DeVos comme conférencière pour le début de l'automne 2017. 